# Блуждающая маска
Блужда́ющая ма́ска — разновидность технологий комбинированных съёмок, позволяющая совмещать актёров и другие объекты с произвольным фоном при помощи многократной экспозиции в сочетании с движущейся силуэтной маской на вспомогательной киноплёнке. В отличие от неподвижного каше, этот способ предусматривает совмещение движущихся предметов, контуры которых непрерывно изменяются. Приём использовался при съёмке сцен с «двойниками» в исполнении одного и того же актёра, а также при действиях персонажей в опасной для жизни или недоступной среде. Один из наиболее эффективных приёмов композитинга до появления его современного цифрового аналога. В настоящее время полностью вытеснена электронной технологией «хромакей» (англ. chroma key).

Схема второй экспозиции по методу блуждающей маски. А — непроявленная негативная плёнка со скрытым изображением актёра; B — проявленная плёнка с силуэтной маской; C — объектив; D — фоновый ландшафт

## Историческая справка
С первых лет существования кинематографа было известно множество разновидностей маскирования, основанных на многократной экспозиции, впервые использованной в 1898 году Альбертом Смитом. Одними из самых популярных методик совмещения по движущемуся контуру были «маска Вильямса» и «транспарант Даннинга — Помероя». Все эти процессы основывались на создании дополнительной масочной киноплёнки, содержащей движущееся силуэтное изображение, которое затеняет часть кадра, совпадающую с объектами съёмки. Большинство этих технологий предусматривали использование маски не при съёмке, а при печати промежуточного контратипа в две экспозиции.
В СССР собственный метод, получивший название «аддитивный транспарант», был изобретён в НИКФИ кинооператором Борисом Горбачёвым, и впервые использован в фильме «Золушка». Процесс применялся в чёрно-белом кино и предусматривал съёмку методом «бипак» освещённой оранжевым светом актёрской сцены на сине-фиолетовом фоне. Однако распространение цветного кинематографа быстро сделало метод непригодным. Поэтому Горбачёв в содружестве с киноинженером Василием Омелиным обновили практически всю технологию, используя иные материалы. Фиолетовый фон был заменён на наклонный просветный экран с инфракрасной подсветкой низковольтными лампами. Вместо прежнего оранжевого съёмочного света использован белый с теплофильтрами на всех приборах. Существенной переделке подверглась и оптическая часть кинокамеры «ТКС»: специальный объектив и блок призм с исправленной хроматической аберрацией для ближних инфракрасный лучей и соответствующим просветлением оптических элементов. Патент на подобный способ был получен в 1936 году, однако окончательно технология с инфраэкраном была сформирована лишь к концу 1940-х годов. Внедрённый на советских киностудиях метод блуждающей маски позволял создавать комбинированное изображение, ничем не отличающееся от обычного, и просуществовал до середины 1990-х годов. Впервые приём использован в картине «Садко» 1952 года для сцен в подводном царстве. Последним инфраэкран использовал оператор Владимир Васильев, снявший эпизоды «Ширли-мырли» с двойниками персонажа. После этой картины экран на «Мосфильме» был разобран, а цех комбинированных съёмок расформирован.
В США кроме инфраэкрана была известна технология с ультрафиолетовой подсветкой фона. От обеих отказались в конце 1950-х годов, когда Петро Влахос (др.-греч. Πέτρος Βλάχος) усовершенствовал процесс «синего экрана», до этого требовавший сложных трёхплёночных кинокамер «Техниколор». В Голливуде новая технология получила название «цветоразностной» и смогла успешно конкурировать с натриевым процессом «жёлтого экрана», эксклюзивные права на который принадлежали Диснею. Необходимые маска и контрмаска создавались с обычного цветного негатива на многослойной киноплёнке печатью на контрастной чёрно-белой плёнке через красный и синий светофильтры, а итоговое изображение получалось последовательной печатью актёрского плана и фона с двух разных киноплёнок на общий дубль-негатив. При этом съёмочный синий фон мог быть любых размеров и помещаться в произвольном месте сцены, не требуя сложных осветительных приборов. Цветоразностная технология позволяла получать совмещённое изображение только после контратипирования, в отличие от натриевого процесса и инфраэкрана, дававших комбинированный оригинальный негатив. Однако достигнутое к тому моменту техническое совершенство цветных киноплёнок «Кодак» допускало многократное перепечатывание изображения, и цветоразностная технология «синего экрана» быстро вытеснила все остальные разновидности блуждающей маски из иностранного кинопроизводства. В СССР собственный вариант этого процесса разработан специалистами киностудии «Ленфильм» и впервые использован для комбинированных кадров картин «Приключения Шерлока Холмса и доктора Ватсона: Собака Баскервилей», «Приходят страсти-мордасти» и «Завещание профессора Доуэля».
Дальнейшим развитием блуждающей маски стала технология автоматического повтора перемещения камеры, благодаря которой совмещение различных компонентов в одном кадре может сочетаться с панорамированием, произвольным движением камеры и использованием трансфокатора. До появления подобной техники требовалась жёсткая фиксация положения съёмочного аппарата, снижающая динамику экранного изображения. С изобретением цифровой технологии Digital Intermediate на смену методам блуждающей маски пришли способы комбинированных съёмок, сходные с телевизионной техникой «хромакей» (англ. chroma key). При этом актёры снимаются на однотонном фоне яркого цвета, чаще всего синего или зелёного, с последующим цифровым замещением фонового цвета другим изображением. Такая технология позволяет отказаться от сложных фотохимических и копировальных процессов, но как и ранний «синий экран» Батлера, требует строгого контроля за цветами костюмов и элементов декорации на основном изображении. В случае совпадения цвета каких-либо деталей с фоновым, они будут выглядеть прозрачными на итоговом изображении, что требует ручной покадровой коррекции.
Однако технологическая простота и возможности контроля процесса хромакей ставят его вне конкуренции с традиционными плёночными техниками. В настоящее время оптические методы блуждающей маски не используются. Новейшие разработки в области камеры светового поля позволяют заменить хромакей более совершенной техникой, никак не ограничивающей цвет снимаемых объектов и не требующей каких-либо экранов. Так, цифровая кинокамера Lytro Cinema одновременно с файлом изображения генерирует карту глубины, на основе которой можно назначить расстояние, начиная с которого снятое изображение замещается другим фоном.

## Мокрая маска
Простейший процесс, пригодный для чёрно-белого кино, основан на экранировании фотоэмульсии проявленным серебром и эффекте Сабатье. Актёрская сцена снимается на чёрном фоне, после чего экспонированная киноплёнка проявляется, но не фиксируется. В результате неэкспонированные участки фона на эмульсии остаются светочувствительными, а на экспонированных образуется маска из проявленного металлического серебра. Обработанная таким образом киноплёнка высушивается в темноте и вновь экспонируется изображением фона. Экспонированные во время первой экспозиции участки, экранированные проявленным серебром, практически не засвечиваются фоном, тогда как остальное пространство кадра фиксирует новое изображение. После второго проявления и окончательного фиксирования на полученном негативе совмещаются оба изображения. Простота технологии позволяла использовать её даже в любительском кинематографе и на обращаемых киноплёнках. Однако, ряд недостатков оказался неустраним: часто на границе двух экспозиций образовывался контур из-за диффузии продуктов окисления первого проявителя.

## Маска Вильямса
В 1918 году кинооператор Фрэнк Вильямс (англ. Frank D. Williams) запатентовал технологию силуэтной блуждающей маски, позволяющей комбинировать изображения с нескольких плёнок в кинокопировальном аппарате. Суть процесса заключается в изготовлении на двух дополнительных киноплёнках движущихся маски и контрмаски, через которые в дальнейшем происходит печать совмещённого контратипа. В рамках технологии возможны два варианта съёмки актёрской сцены: на чёрном или белом фоне. В том и другом случае сцену освещают с учётом получения нормального по плотности негатива, а с него печатается контрастный позитив с таким расчётом, чтобы получить силуэтное изображение актёров без полутонов. Если при первом контратипировании не удаётся получить достаточный контраст, процесс повторяют. Иногда для повышения оптической плотности позитив дополнительно обрабатывался в растворе усилителя. С полученного силуэтного позитива на контрастной киноплёнке печатается дубль-негатив. В результате получаются маска с непрозрачными силуэтами актёров, и контрмаска с непрозрачным фоном. При светлом фоне актёрской сцены маска образуется в позитиве, а чёрный фон даёт маску в дубль-негативе.

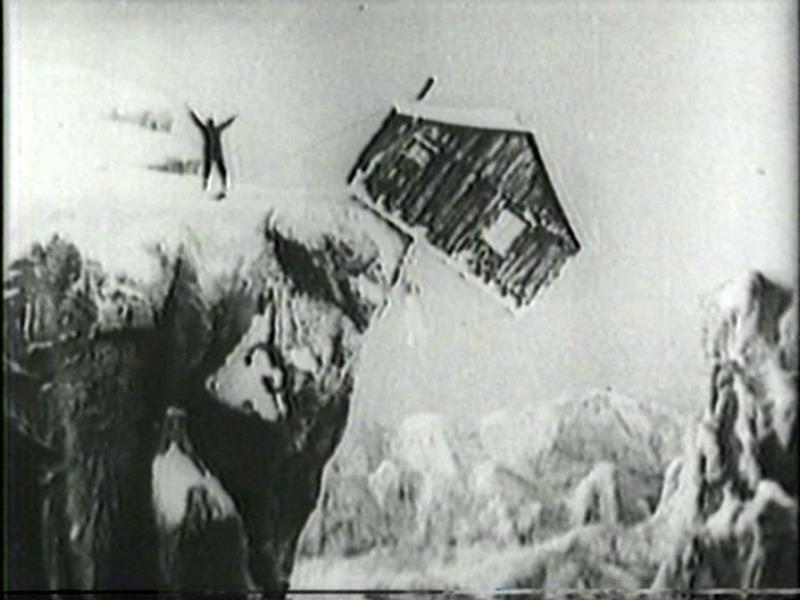
Актёры совмещены с макетом падающего дома по способу Вильямса (кадр из фильма «Золотая лихорадка»)

Совмещение актёрской сцены с фоном происходит при последующей печати промежуточного позитива методом «бипак». При этом позитивная киноплёнка складывается с маской, через которую печатается изображение фона с другого предварительно отснятого негатива. После первой экспозиции позитивная плёнка перематывается на начало и складывается с контрмаской, сквозь которую происходит печать актёрской сцены. Негатив актёрской сцены, маска и контрмаска синхронизируются с кадровой точностью по меткам, сделанным при печати обеих масочных плёнок, что обеспечивает точное совпадение движущихся контуров. После проявления на позитивной киноплёнке образуется совмещённое изображение, содержащее актёрскую сцену и фон. Метод успешно применялся многими киностудиями несколько десятилетий, в том числе в фильме «Золотая лихорадка» Чарли Чаплина. Самым известным примером использования маски Вильямса считается сцена фильма «Человек-невидимка», в которой актёр становится прозрачным, снимая одежду.
Главным недостатком способа была трудность совмещения контуров масок и негатива актёрской сцены из-за сильной усадки киноплёнок тех лет на подложке из нитроцеллюлозы при их лабораторной обработке. Непредсказуемость конечных размеров изображения часто приводила к возникновению каймы между актёрами и фоном. Однако, впоследствии технология стала основой для современного цветоразностного метода «синего экрана».

## Транспарант Даннинга — Помероя
Технология разработана в 1927 году Доджем Даннингом и Роем Помероем (англ. C. Dodge Dunning, Roy J. Pomeroy) и основана на съёмке по методу «бипак». Технология стала возможна после появления киносъёмочного аппарата «Bell & Howell 2709» и его аналогов, оснащённых контргрейфером и пригодных для съёмки на две киноплёнки. Панхроматическая киноплёнка экспонируется сквозь предварительно напечатанный позитив фона, вирированный в красный цвет. Актёрская сцена, освещённая оранжево-красным светом, снимается на сине-зелёном равномерном фоне. В результате красное изображение актёров свободно проходит сквозь фоновую киноплёнку, а сине-зелёный свет от фона задерживается ей в зависимости от интенсивности красного красителя, пропечатывая изображение с позитива. При этом сине-зелёный фон не мог попасть на изображение актёров, исключая «просвечивание» сквозь них, характерное для обычной двойной экспозиции. По сравнению с маской Вильямса процесс обеспечивал более качественное изображение актёров, напрямую снимаемых на оригинальный негатив. Кроме того, точность совмещения контуров никак не зависела от усадки киноплёнки. Единственным недостатком метода была дополнительная стадия копирования изображения фона, попадавшего на негатив с промежуточного позитива. Кроме того, точность баланса двух изображений по свету и экспозиции сильно зависела от нюансов вирирования фоновой плёнки, и видимый только после лабораторной обработки результат был непредсказуем. Тем не менее, процесс широко использовался в чёрно-белом кинематографе, и одним из самых ранних фильмов с его применением стал «Восход Солнца» Вильгельма Мурнау. В более поздней картине «Кинг-Конг» транспарант сочетается с новейшими на тот момент техниками кукольной анимации, фотоперекладкой и покадровой трюковой печатью.

## Советская инфрамаска
Метод блуждающей маски на основе инфраэкрана разработан советским кинооператором Борисом Горбачёвым при участии инженера НИКФИ Василия Омелина, и был пригоден как для цветного, так и для чёрно-белого кинематографа. Впервые процесс реализован в 1953 году на «Мосфильме», где в крупногабаритном павильоне Главного корпуса был установлен уникальный инфраэкран размером 8 × 12 метров, а поблизости налажена лабораторная обработка инфрахроматической масочной киноплёнки. Ещё три экрана меньших размеров появились на студиях в Киеве, Ленинграде и Одессе. Для съёмки были выпущены специальные киносъёмочные аппараты серии ТКС, а также широкоформатная камера «Маска-70» 1КФШ. При помощи таких аппаратов осуществлялась первая из двух экспозиций, требуемых для получения совмещённого изображения. Как и в других технологиях блуждающей маски, сложность заключалась в том, что сначала снималась сцена с актёрами, которые не видят фона, на котором происходит действие.

### Первая экспозиция
1. съёмочный объектив;
2. передняя половина призмы;
3. задняя половина призмы;
4. инфрахроматическая масочная киноплёнка;
5. негативная киноплёнка

Оптическая схема кинокамеры «ТКС» для первой экспозиции:

Для первой экспозиции в киносъёмочный аппарат ТКС заряжались две киноплёнки, сложенные подложками друг к другу. Экспонирование плёнок происходило через специальную светорасщепляющую призму, создающую изображения на эмульсии каждой из киноплёнок, в точности совпадающие по размеру. При этом одна из киноплёнок является чёрно-белой инфрахроматической, то есть чувствительной к инфракрасному излучению. Вторая, чёрно-белая панхроматическая или цветная многослойная киноплёнка регистрирует видимое изображение. Для съёмки актёры и часть декорации размещались перед наклонным инфраэкраном, равномерно освещаемом источниками инфракрасного излучения на просвет. В процессе экспонирования на инфраплёнке образуется изображение инфракрасного фона, потому что в кадровое окно перед ней устанавливается светофильтр, пропускающий только инфракрасное излучение. Вторая киноплёнка, нечувствительная к инфракрасному свету, регистрирует изображение актёрской сцены на фоне чёрного экрана. Для предотвращения засветки инфрахроматической плёнки игровым изображением на все приборы, освещающие сцену, надеваются теплофильтры, задерживающие инфракрасные лучи. Попадание видимого света на инфраэкран допускается, поскольку его наклон направляет отражение вверх. После съёмки вторая киноплёнка отправляется на хранение, а инфрахроматическая сразу же проявляется по обращаемому процессу до высокого коэффициента контрастности. В результате на ней получается плотная силуэтная маска с прозрачным фоном на месте инфракрасного экрана.

### Вторая экспозиция
Для съёмки фона проявленная маска и негативная киноплёнка со скрытым игровым изображением заряжались в киносъёмочный аппарат по методу бипак, то есть с эмульсиями, прижатыми друг к другу. Для съёмки второй экспозиции специальная оптика и призмы не требуются, и пригодны любые камеры, допускающие зарядку двух киноплёнок, в том числе советские КСМ, КСК и ПСК. Покадровая точность совмещения достигалась специальными просечками на обеих киноплёнках, которые пробивались перед первой экспозицией. При второй экспозиции снимался только фон, причём оператор имел возможность точно компоновать его относительно маски, видимой в видоискателе аппаратов КСК. Проявленная инфракрасная плёнка защищала скрытое изображение актёров от экспонирования фоном. В результате после проявления на второй киноплёнке получается изображение актёров и части декораций, точно совмещённое с произвольным фоном. Причём, если актёр по ходу сцены должен «заходить» за участки фона, на их месте при съёмке первой экспозиции устанавливаются каше, также освещённые инфракрасным светом. В результате возможно полное «погружение» актёров в вымышленную сцену: они могут заходить за деревья и колонны, что неосуществимо при рирпроекции.
Такая техника съёмки требовала специальных навыков и знания техники бипак. Одна из самых больших сложностей состояла в необходимости точной подгонки актёрской сцены и фона по экспозиции и цветовому балансу. Кроме того, важно совпадение направления и характера освещении на актёрах и фоновом сюжете. Поэтому такие эпизоды полностью снимались имеющим специальную подготовку оператором комбинированных съёмок, заранее прикреплявшимся к съёмочной группе.
Метод блуждающей маски позволял снимать невозможные в реальности сочетания актёров и фонов, например, полёт на ковре-самолёте в «Старике Хоттабыче» и панночки в «Вие», всевозможные волшебные превращения в «Садко», «Сказке о царе Салтане». В «Сказке о потерянном времени» этим же методом «раздваивалась» актриса, исполнявшая одновременно две роли. Кроме того, осуществлялось совмещение в одном кадре актёров, снятых с разной крупностью: например Головы воина-великана и Руслана в «Руслане и Людмиле». Сцены, связанные с риском для жизни, также были сняты этим способом в картинах: «Высота», «Люди на мосту», «Непридуманная история». На инфраэкране снято много эпизодов и кадров, для съёмки которых в обычных условиях потребовалась бы организация сложных экспедиций или выезда за границу, больших массовок или постройка дорогих декораций. Это фильмы «Мексиканец», «Адмирал Ушаков», «Воскресение», «Человек ниоткуда», «Ленин в Польше», «Экипаж» и другие.

## Натриевый процесс

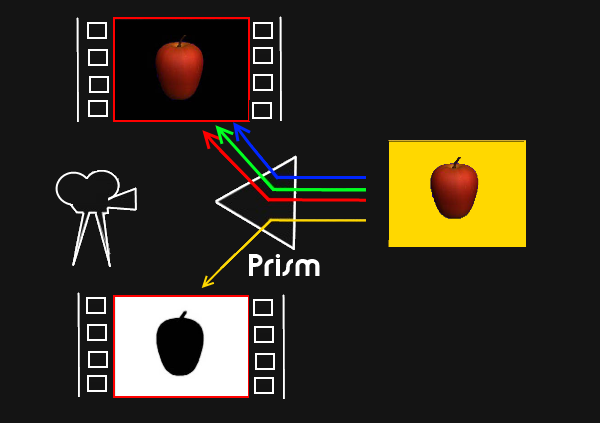
Технология блуждающей маски с «жёлтым экраном»

В 1950-х годах инженер Петро Влахос (др.-греч. Πέτρος Βλάχος) разработал так называемый «натриевый процесс» (англ. Sodium-Vapor Process), более известный под названием технологии «жёлтого экрана». Метод был основан на съёмке актёрской сцены на фоне матового экрана, освещаемого натриевыми газоразрядными лампами. Спектр такого источника света состоит из единственного узкого жёлто-оранжевого пика с длиной волны 589,3 нанометра, расположенного в промежутке между зонами светочувствительности разных фотоэмульсий цветной негативной киноплёнки. Съёмка велась трёхплёночной камерой вышедшего из употребления процесса «Техниколор», светоделительная призма которой была модифицирована для сепарации натриевого спектра. Вместо трёх чёрно-белых киноплёнок в аппарат заряжались две: цветная многослойная и контрастная ортохроматическая. В результате, на цветной киноплёнке фиксируется актёрская сцена на неосвещённом фоне, свет от которого попадает только на чёрно-белую, образуя силуэтную маску.
В дальнейшем с негативной маски печатается позитивная контрмаска, которая используется для впечатывания фона на непроявленную киноплёнку с отснятой актёрской сценой. За исключением второй экспозиции, производившейся в кинокопировальном аппарате, процесс был близок к советскому инфраэкрану, давая готовое изображение в оригинальном негативе актёрской сцены. Кроме того, по сравнению с ранним «синим экраном» Батлера, жёлтый давал чрезвычайно качественное совмещение сюжета, без какой-либо цветной каймы по контуру. Разработчики технологии Петро Влахос и Аб Айверкс (англ. Ub Iwerks) продали свой патент студии Уолта Диснея, которая в дальнейшем владела процессом эксклюзивно: светоделительную призму с нужными свойствами удалось создать в единственном экземпляре. Впервые процесс был применён студией в 1961 году для трюковых сцен с «раздвоением» актрисы в ранней версии картины «Ловушка для родителей». Одним из пионеров натриевого процесса также стал Альфред Хичкок, заказав Диснею трюковые кадры фильма «Птицы». Однако, наиболее широкую известность процесс приобрёл благодаря изображению летающей няни в фильме «Мэри Поппинс», за что в 1965 году был получен технический «Оскар». Последним фильмом с этой технологией в 1990 году стал «Дик Трейси».

## Метод «синего экрана»
Такое название носила разновидность блуждающей маски, разработанная Ларри Батлером (англ. Lawrence W. Butler) и впервые использованная в картине «Багдадский вор» 1940 года. Актёрская сцена снималась трёхплёночной 35-мм камерой «Техниколор» на синем фоне, цвет которого выбран как наиболее отличающийся от телесного тона. Маска и контрмаска изготавливались из «синего» негатива, отображавшего фон контрастнее «красного» и «зелёного». Главным недостатком процесса была возможность его реализации единственным типом сложного и громоздкого киносъёмочного аппарата, снимавшего только в классическом формате. В 1959 году технологию усовершенствовал изобретатель натриевого процесса Петро Влахос, которому студия MGM заказала спецэффекты для широкоформатного «Бен Гура».

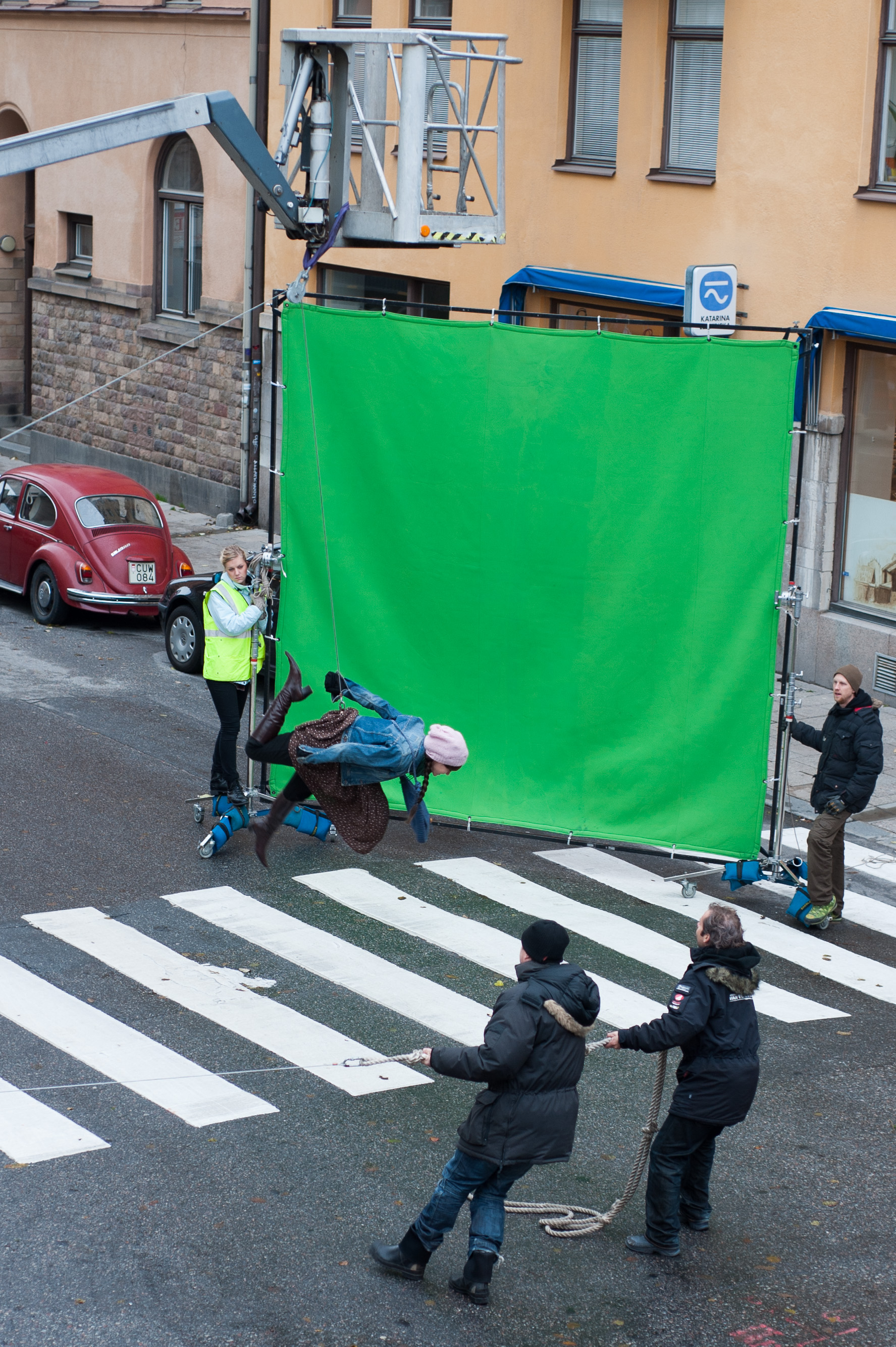
Съёмка актёрской сцены по методу «синего экрана». При цветоразностном методе цвет фона может быть также зелёным или красным, соответствуя максимуму спектральной чувствительности одного из трёх зонально-чувствительных слоёв киноплёнки

«Цветоразностный» процесс с синим экраном пригоден для съёмки любыми камерами любого формата, и оказался наиболее совершенным вариантом блуждающей маски, использовавшимся вплоть до появления цифрового кино. Метод является дальнейшим развитием «маски Вильямса», которая на современных ацетатных киноплёнках лишена своего главного недостатка, неустранимого на старых нитратных фотоматериалах с большой усадкой. Часть снимаемой сцены, предназначенная для замещения другим изображением, окрашивается в синий цвет или драпируется такой же тканью. Цвет замещаемого фона подбирается из соображений его максимальной актиничности для верхнего синечувствительного слоя цветной киноплёнки и нулевой актиничности для нижнего красночувствительного. В результате, в проявленном цветном негативе оптическая плотность фона в синечувствительном слое максимальна, а в красночувствительном практически отсутствует. Таким образом, в первом срабатывает принцип светлого фона маски Вильямса, а во втором — противоположный, в сумме исключающие влияние яркости и цвета деталей актёрской сцены на качество сепарации.
Лабораторная стадия процесса начинается с печати чёрно-белых маски и контрмаски с цветного негатива актёрской сцены. Сначала на чёрно-белой ортохроматической киноплёнке с негатива, освещённого через синий светофильтр, печатается так называемый «синеделённый» промежуточный позитив. Жёлтый краситель в сочетании с дополнительным к нему цветом синего светофильтра делает соответствующие фрагменты негатива непрозрачными, препятствуя экспонированию позитивной плёнки на фоновых участках. В итоге в позитиве пропечатывается изображение актёров на прозрачном фоне. Готовый чёрно-белый позитив складывают с цветным негативом по методу бипак, и с них через красный светофильтр на панхроматической киноплёнке печатают контрмаску, которая также проявляется до максимального контраста. На контрмаске прозрачные силуэты актёров располагаются на непрозрачном фоне. Маска печатается с полученной контрмаски, и представляет собой изображение непрозрачных силуэтов на прозрачном фоне. Завершающая стадия предполагает оптическую печать цветного дубль-негатива, на котором объединяются изображения актёров и фона. Первые печатаются через контрмаску с промежуточного позитива актёрской сцены, изготовленного с оригинального негатива, а фон впечатывается через маску на остальное пространство кадра с другого интерпозитива.
В советском кинопроизводстве из-за невысокого качества цветной киноплёнки применялась иная последовательность изготовления блуждающей маски. Сначала на панхроматическую киноплёнку через красный светофильтр с цветного негатива печатался «красноделённый» позитив, который проявляли до максимального контраста. Полученный позитив содержал обращённое изображение красночувствительного слоя негатива, где синий фон выглядит прозрачным. Затем на позитивной чёрно-белой киноплёнке с того же негатива печатался «синеделённый» позитив через синий светофильтр. После экспонирования непроявленная киноплёнка перематывалась на начало, и на неё второй экспозицией печатали «красноделённый» позитив, дополнительно экспонирующий светлые красно-оранжевые участки изображения актёров. После контрастного проявления на позитивной киноплёнке образуется первичная маска, представляющая собой силуэтное изображение актёров на прозрачном фоне. Её оптическая плотность и контраст недостаточны, и поэтому она используется как промежуточная для последующей печати контрмаски и уже с неё — рабочей маски. Печать ведётся с компенсацией ореолов светорассеяния, чтобы исключить несовпадение контуров, приводящее к появлению на экране каймы вокруг актёрской сцены.
По сравнению с другими технологиями блуждающей маски, наиболее существенным недостатком метода «синего экрана» считается получение совмещённого изображения не в оригинальном негативе, а в контратипе, что снижает фотографическое качество изображения. Однако современные киноплёнки позволяют свести эти потери к минимуму, а предсказуемость получаемых результатов исключает необходимость пересъёмки дорогостоящих сцен из-за брака при сложных манипуляциях с негативом. По сравнению с инфрамаской, значительно упрощается согласование фона и актёрской сцены по экспозиции, происходящее в процессе печати. Съёмка не требует прецизионной аппаратуры и специальной квалификации кинооператора, а синий фон легко размещается в любой части снимаемой сцены и может быть произвольных размеров.

## Комментарии
1. ↑  В цветоразностном процессе фон может быть также зелёным или красным, совпадая с максимумом спектральной чувствительности одного из эмульсионных слоёв цветной киноплёнки[43].